# Huntington (Nyugat-Virginia)
Huntington város Cabell megye központja, mely Nyugat-Virginiában (USA), az Ohio folyó mentén fekszik, a második legnagyobb település az államban, Charleston mögött. Bár a város nagy része Cabell megyében található, egy kis része átnyúlik a szomszédos Wayne megyébe. A 2007-es becslés szerint a város lakossága 48 982 fő. Itt található a Marshall Egyetem.

## Története
A város nevét Collis P. Huntington után kapta, aki 1870-ben megalapította Huntingtont Chesapeake and Ohio Railway nyugati végénél, a Guyandotte folyó, és az Ohio folyó torkolatánál. A várost azzal a céllal hozták létre, hogy ez lesz a végállomása a vasútnak, mely virginiai Richmondtól az Ohio folyóig ért.

### Southern Airways 932-es járat
1970. november 14-én a Southern Airways 932-es járata, egy McDonnell Douglas DC–9-es repülőgép, a fedélzetén 75 utassal (a Marshall Egyetem amerikaifutball-csapatának, a Marshall Thundering Herdnek a játékosai, edzői és szurkolói is az elhunytak között voltak) lezuhant a Tri-State repülőtér szomszédságában található Ceredo közelében. A balesetet senki sem élte túl.
A katasztrófáról és annak utóéletéről szóló Több, mint sport című filmet Matthew McConaughey és Matthew Fox főszereplésével 2006. december 12-én mutatták be helyben, míg az országos bemutató december 22-én volt.